# Narcís Dolç
Narcís Dolç   (Tortosa, segle XVI - valor desconegut) va ser un orguener de Tortosa. Va treballar a la Seu de Girona, contractat pel capítol de canonges, els anys 1538, 1543 i 1549, citat tant com a orguener com a organista. El 1538 va reparar els tres orgues que hi havia a la catedral.